# Gonanticlea laetifica
Gonanticlea laetifica là một loài bướm đêm trong họ Geometridae.